# Raboteurs de parquet
Raboteurs de parquet est un tableau du peintre français Gustave Caillebotte réalisé en 1875. Cette peinture à l'huile sur toile est conservée au musée d'Orsay, à Paris. 
Ce tableau constitue une des premières représentations du prolétariat urbain. 

## Historique
Le tableau est peint en 1875. Refusé par le jury du Salon officiel (le Salon de peinture et de sculpture, une exposition annuelle des peintres qui nécessite pour les tableaux d'être agréés par l'Académie des Beaux-Arts) cette année là, ce tableau obtient un grand succès à la deuxième exposition des peintres refusés de 1876 (encore appelée seconde exposition des impressionnistes). 
Le tableau est vendu à l'hôtel Drouot en mai 1877, mais, finalement, repris par l'artiste. À la mort du peintre en 1894, la toile est ajoutée par son frère Martial Caillebotte, par l'intermédiaire d'Auguste Renoir, l'exécuteur testamentaire, à la donation du peintre pour l'État français. L'Académie des Beaux-Arts conteste l'intérêt de cette donation. L'artiste Jean-Léon Gérôme affirme ainsi : « pour que l'État ait accepté de pareilles ordures, il faut une bien grande flétrissure morale. ». Une quarantaine de toiles sont quand même acceptées, malgré les réactions des académiciens.
La toile fait alors son entrée au musée du Luxembourg en 1896, puis est accrochée dans différents musées parisiens, tels le musée du Louvre, ou la Galerie nationale du Jeu de Paume. La première grande rétrospective consacrée à Caillebotte est organisée en 1976 et 1977, au musée des Beaux-Arts de Houston puis à Brooklyn. Ce tableau des Raboteurs en fait partie, prêté par les musées parisiens. De 1977 à 1978, la toile est en dépôt au palais de l'Élysée. Elle rejoint le musée d'Orsay en 1986, pour l'ouverture de ce musée,.
Une seconde version, datant de 1876 et d'une composition picturale très différente, est conservée au Danemark.

## L’œuvre
Le sujet, jugé trivial, « vulgaire », par la critique de l'époque, est comparé aux repasseuses et aux blanchisseuses de Degas. Arthur Baignières affirme d'ailleurs : « Les Raboteurs de Gustave Caillebotte, pourtant hideux, ne valent pas Les Blanchisseuses de Degas ... » . Plus tard, le critique Gustave Geffroy lui reconnaît « les qualités d'un observateur dans le modelé des torses et la vérité du mouvement... ». L'écrivain Émile Zola est impressionné par la toile, mais trouve, lui, cette « peinture bourgeoise à force d'exactitude »,. Un autre écrivain et critique d'art, Joris-Karl Huysmans, soutient l'artiste.
La composition de l'œuvre est très photographique (lignes fuyantes, cadrage déséquilibré, éclairage à contre-jour, perspective inhabituelle malgré son exactitude, donnant l'impression que le parquet est incliné et que les bras des raboteurs sont rallongés).

## Raboteur et racleur, analyse du regard du peintre sur ces métiers manuels
Le sujet profane représente trois ouvriers en train de raboter, à genoux sur des coussinets, le parquet d'un appartement haussmannien caractérisé par ses lambris bleu gris dont les panneaux
sont rehaussés de moulures dorées, et la grille de son balcon en fer forgé dont les arabesques laissent se profiler les immeubles de la rue.
Le métier et l'ouvrage sont ici décrits avec précision : l'ouvrier de droite est le seul à travailler au rabot. Et il passe en premier pour raboter les joints de lames de parquet qui ont toujours tendance à se relever aux jointures. Le marteau lui appartient, il s'en sert pour régler son rabot avec des petits coups sur le cul de l'outil pour dégager les fers vers l'arrière quand les copeaux se bloquent dans la lumière de l'outil ; ainsi que des petits coups à l'arrière du fer et du contre-fer pour les amener à la position idéale. Les deux autres ouvriers travaillent au racloir, sorte de fer plat rectangulaire mais avec des droites légèrement arrondies ; la qualité du travail au racloir est liée à celle de son affûtage. Pour cela les ouvriers se servent de l'affiloir. L'ouvrier de gauche est en train de s'en saisir de sa main droite et celui de l'ouvrier central est au premier plan devant lui. L'affiloir à section triangulaire, sert à rabattre les arêtes du racloir pour y créer un morfil après le passage sur la pierre à affuter. C'est ce morfil qui attaque le bois. À l'inverse du raboteur qui pousse son outil vers l'avant, le racleur tire l'outil vers lui en lui donnant la bonne inclinaison d'attaque. Pour cela il tient fermement l'outil de ses deux mains et avec ses pouces placés à l'arrière donne une légère courbure au racloir. Le racleur passe après le raboteur pour racler la partie médiane des lames. C'est un travail très physique, ce qui explique les torses nus, la présence d'une bouteille de vin rouge, supposée désaltérante, et d'un verre plein sur le revêtement du sol en marbre de la cheminée. 
Caillebotte est un des rares peintres qui ont pensé à prendre comme sujet le monde des métiers manuels attachés à la grande ville. Si une tradition picturale existe sur le thème des travaux des paysans (depuis Des glaneuses de Jean-François Millet) ou, ultérieurement des ouvriers des campagnes (depuis Les Casseurs de pierres de Gustave Courbet), les ouvriers travaillant en ville ont très rarement été choisis comme thème de tableaux. Contrairement à Courbet ou Millet, Caillebotte, bourgeois aisé, n'introduit aucun discours social, moralisateur ou politique dans son œuvre. Sa peinture s'appuie visiblement sur une étude documentaire (gestes, outils, accessoires).

## Représentations culturelles
- Les Raboteurs, court-métrage réalisé par Cyril Collard, chorégraphie d'Angelin Preljocaj, musique de Thierry Lancino (coproduction musée d'Orsay, La Sept, Opus 10-19) 1988.
- Une version « échiquéenne » de ce tableau est représentée dans le tome 4 de la bande dessinée Un monde en pièces, Deux cases avant la nuit (2023), de Gaspard et Ulysse Gry[9].